# Liste der Naturschutzgebiete im Landkreis Bernkastel-Wittlich
Im Landkreis Bernkastel-Wittlich in Rheinland-Pfalz gibt es 10 Naturschutzgebiete.
| Name                                  | Bild | Kennung                   | Kreis                                                | Einzelheiten | Position | Fläche Hektar | Datum |
| ------------------------------------- | ---- | ------------------------- | ---------------------------------------------------- | --- | -------- | ------------- | ----- |
| Reihenkrater Mosenberg und Horngraben |      | 7231-002 WDPA: 82384      | Landkreis Bernkastel-Wittlich                        | Bettenfeld Mit einer Rechtsverordnung wurden 1970 zwei separate NSGs „Reihenkrater Mosenberg“ und „Horngraben“ eingerichtet. Zum „Reihenkrater Mosenberg“ (ca. 62 ha) gehören der Mosenberg, der Windsborn-Kratersee und das Hinkelsmaar. Der Horngraben (ca. 16,5 ha) liegt weiter östlich an der Kleinen Kyll. In den Datenbanken von BfN, CDDA und WDPA sind sie als ein Schutzgebiet „Reihenkrater, Mosenberg und Horngraben“ (77 ha) eingetragen. Vergrößerung und Neuverordnung am 14. Januar 2016. | ⊙        | 138,27        | 1970  |
| Dachslöcher bei Bergweiler            | BW   | 7231-051 WDPA: 162690     | Landkreis Bernkastel-Wittlich                        | Bergweiler ehemalige Kiesgrube, nährstoffarme Stillwasserfläche mit ihren Verlandungszonen | ⊙        | 0,9           | 1986  |
| Streuobstwiesen bei Wehlen            |      | NSG-7100-262 WDPA: 165763 | Landkreis Bernkastel-Wittlich                        | Wehlen größter zusammenhängender Streuobstbestand an der Mittelmosel und angrenzende Gebüsch- und Laubwaldformationen | ⊙        | 127,3         | 1995  |
| Tongruben bei Binsfeld                | BW   | 7231-053 WDPA: 165916     | Landkreis Bernkastel-Wittlich                        | Binsfeld Stillgewässer mit ihren angrenzenden Übergangsbereichen | ⊙        | 17,5          | 1985  |
| Meerfelder Maar                       |      | 7231-054 WDPA: 164594     | Landkreis Bernkastel-Wittlich                        | Meerfeld, Bettenfeld größter vulkantektonischer Senkungsrichter der Westeifel mit Randzone, Maargewässer mit wechselfeuchten Randbereichen, Laubwaldbestand im Bereich des Maarkessels | ⊙        | 260           | 1985  |
| Hangbrücher bei Morbach               | BW   | 7231-055 WDPA: 163519     | Landkreis Bernkastel-Wittlich                        | Morbach Nordwestabdachung des Idarwaldes, Hang- und Quellbrücher, alte Laubholzbestände | ⊙        | 740           | 1985  |
| Hilsbruch                             | BW   | 7231-056 WDPA: 81880      | Landkreis Bernkastel-Wittlich                        | Hoxel für den Hunsrück typischer Hangbruch | ⊙        | 9             | 1983  |
| Mesenberg bei Wittlich                | BW   | 7231-062 WDPA: 329521     | Landkreis Bernkastel-Wittlich                        | Wittlich, Dreis, Bergweiler reich strukturiertes Gebiet im Naturraum Wittlicher Senke | ⊙        | 138           | 2004  |
| Maringer Wies                         |      | 7231-078 WDPA: 82141      | Landkreis Bernkastel-Wittlich                        | Zeltingen-Rachtig Feuchtgebiet als Lebensraum seltener Tiere und Pflanzen | ⊙        | 6             | 1983  |
| Holzmaar                              |      | 7233-030 WDPA: 81928      | Landkreis Vulkaneifel, Landkreis Bernkastel-Wittlich | Gillenfeld, Eckfeld Holzmaar und benachbartes Dürres Maar (Derrmärchen) | ⊙        | 48            | 1975  |
| Legende für Naturschutzgebiet         |      |                           |                                                      | |          |               |       |